# Заполье (Брестский район)
Запо́лье (бел. Заполле) — деревня в Брестском районе Брестской области Белоруссии, в 3 км от железнодорожной станции Мотыкалы и в 21 км к северо-западу от Бреста. Входит в состав Мотыкальского сельсовета.

## История
В письменных источниках упоминается с XVI столетия как село в Брестском старостве Брестского повята ВКЛ.
После 3-го раздела Речи Посполитой в составе Российской империи, с 1801 года — в Гродненской губернии.
В XIX веке — деревня Брестского уезда Гродненской губернии, входившая в 1858 году в состав имения Ковердяки, которым владел пан Ф. Ягмин. В 1870 году относилась к Вульковской сельской общине.
В 1905 году — деревня Мотыкальской волости того же уезда.
После Рижского мирного договора 1921 года — в составе гмины Мотыкалы Брестского повята Полесского воеводства Польши, 6 дворов.
С 1939 года — в составе БССР.